# 石橋徹郎
石橋 徹郎（いしばし てつろう、1970年5月5日 - ）は、日本の俳優。東京都出身。身長183cm。文学座所属。父親は石橋雅史。

## 出演作品

### 舞台
1999年
- 初舞台『北の阿修羅は生きているか』（文学座本公演）紀伊國屋サザンシアター

2000年
- 『峠の雲』（本公演）三越劇場

2001年
- 『モンテ・クリスト伯』（本公演）紀伊國屋サザンシアター
- 『秋の蛍』（本公演）紀伊國屋ホール

2002年
- 『ベンゲット道路』（本公演）文学座アトリエ
- 『ロベルト・ズッコ』（文学座アトリエ公演）

2003年
- 『ドン・ジュアン』（本公演）世田谷パブリックシアター
- 『リチャード三世』（本公演）世田谷パブリックシアター

2004年
- 『中二階な人々』（アトリエ）

2001年
- 『モンテクリスト伯』（本公演）アートスフィア

2005年
- 『赤い月』（本公演）紀伊國屋ホール
- 『お月様へようこそ』（北九州芸術劇場）

2006年
- 『シラノ・ド・ベルジュラック』（本公演）シアター1010

2007年
- 『ビルマの竪琴』（地人会）ベニサンピット
- 『夜叉ヶ池』（梅田芸術劇場）ル テアトル銀座

2008年
- 『Train coming』（青年団）サイスタジオコモネ
- 『オットーと呼ばれる日本人』新国立劇場
- 『ザ・パイロット』（劇団朋友）シアターサンモール（新宿）
- 『口紅〜rouge〜』（本公演）東京芸術劇場・小ホール

2009年
- 『グレンギャリー・グレン ロス』（本公演）紀伊國屋サザンシアター
- 『かぐや姫』（本公演）日生劇場
- 『ヘンリー六世』新国立劇場

2010年
- 『モジョ・ミキボー』下北沢OFFOFFシアター 13年再演、地方巡演
- 『ダーウィンの城』（アトリエ）

2011年
- 『美しきものの伝説』（本公演）紀伊國屋サザンシアター
- 『光の庭』（東京スウィカ）赤坂レッドシアター
- 『不思議な少年』（ARMs）青山ライブハウス「月見ル君想フ」

2012年
- 『パーマ屋スミレ』新国立劇場小劇場
- 『無伴奏ソナタ』（演劇集団キャラメルボックス）東京グローブ座、新神戸オリエンタル劇場
- 『日本の面影』（朗読座）俳優座劇場
- 『ハーベスト』世田谷パブリックシアター

2013年
- 『根っこ』（地人会新社）赤坂レッドシアター
- 『モジョミキボー』下北沢OFF・OFFシアター
- 『イーハトーボの劇列車』（こまつ座）紀伊國屋サザンシアター

2014年
- 『尺には尺を』あうるすぽっと
- 『無伴奏ソナタ』 - 2012年の再演

2016年
- 『ナミヤ雑貨店の奇蹟』

2017年
- 『鍵泥棒のメソッド』（演劇集団キャラメルボックス）

2019年
- 『囚われのパルマ -失われた記憶-』サンケイホールブリーゼ、シアター1010 - 政木 役[4]

2022年
- ミュージカル『夜の女たち』[5]

2024年
- 白衛軍 The White Guard[6]

2025年
- 『にんげんたち〜労働運動社始末記』（劇団文化座）[7]
- 『祈りの幕が下りる時』[8]

### テレビ
- 蝉しぐれ
- とどろき法律事務所
- やとわれ女将3
- cut out
- 万引きGメン・二階堂雪19〜カリスマ風水師・死を呼ぶアクセサリー〜
- 外交官 黒田康作10
- 忠臣蔵〜その義その愛
- 相棒 season13  第10話 - 村本博史 役
- 孤独のグルメ Season5 第6話    （2015年11月7日、テレビ東京）  - 常連客 役
- 大河ドラマ 青天を衝け（2021年、NHK） - 土居通夫 役

### 映画
- 黒い家
- 8.1
- クライマーズ・ハイ
- ランデブー!
- 八日目の蝉
- 聯合艦隊司令長官 山本五十六

### 劇場アニメ
- 風立ちぬ
- 千と千尋の神隠し

### CM
- プレイステーションゲームソフト『ザ・ラリー』
- ヱビスビール
- JA共済『さまざまな願い』篇
- NTTドコモ Answer『アンサーハウス登場』篇
- 日本通運
  - 『出演依頼篇』
  - 『素朴な疑問篇』
- アサヒビール〜バンクーバー冬季オリンピック日本代表応援編〜（ナレーション）
- P&G『VERY×ファブリーズ シンデレラタイム』（WebCM）

### ラジオドラマ
- ヘウレーカ
- ラジオシアター〜文学の扉『藤十郎の恋』
- 氷山の南
- 獅子の城塞